# Guglielmo di Bordeaux
Guglielmo (... – Bordeaux, 848) è stato un sovrano franco, conte di Bordeaux e duca di Guascogna, dall'846, dall'848.

## Origine
Non si hanno notizie sui suoi ascendenti.

## Biografia
Di Guglielmo si hanno scarse notizie.
Secondo il Fragmentun Chronici Fontanellensium, nell'848, era il conte di Bordeaux e duca di Guascogna, presumibilmente da dopo la morte di Semen II, avvenuta nell'846, ad opera dei Normanni quando assaltarono e diedero alle fiamme Saintes.
Nell'848 Guglielmo si oppose ai Normanni che spadroneggiavano per tutta l'Aquitania e in quell'anno diedero l'assalto a Bordeaux e la conquistarono; durante la battaglia per la difesa di Bordeaux, Guglielmo duca di Guascogna, perse la vita.

## Discendenza
Di Guglielmo non si conosce alcuna discendenza.

### Fonti primarie
- (LA)  Chronicon Santi Maxentii Pictavinis.
- (LA)  Monumenta Germaniae Historica, tomus II.

### Letteratura storiografica
- René Poupardin, "Ludovico il Pio", cap. XVIII, vol. II (L'espansione islamica e la nascita dell'Europa feudale) della Storia del Mondo Medievale, pp. 558-582.